# لیتل برکهمپستد
لیتل برکهمپستد (به انگلیسی: Little Berkhamsted) یک روستا و محله مدنی در بریتانیا است که در East Hertfordshire واقع شده‌است. لیتل برکهمپستد ۵۵۴ نفر جمعیت دارد.